# The Love Substitutes
The Love Substitutes est un groupe belge formé en 2004. Il est composé de guitaristes de dEUS : Mauro Pawlowski à la batterie, Rudy Trouvé et Craig Ward à la guitare, et Bert Lenaerts à la basse. 
Leur premier album  Meet the Love Substitutes while the house is on fire (sorti le 14 février 2004) a été enregistré en un jour et demi.
Le groupe réputé pour ses shows improvisés et souvent bordéliques, donne ses premiers concerts au Royaume-Uni en 2006.
Leur deuxième album More songs about hangovers and sailors est sorti le 8 mai 2006.
Lorsque l'un des membres n'est pas disponible, le groupe se produit dans des concerts improvisés sous le nom de I H8 Camera, avec des musiciens invités.

## Discographie
- Meet the Love Substitutes while the house is on fire (Février 2004)
- The Velvet Sailor EP (Vinyle, Decembre 2005)
- More songs about hangovers and sailors' (Mai 2006)